# Џон Лукас III
Џон Лукас III (енгл. John Lucas III; Вашингтон, САД, 21. новембар 1982) је бивши амерички кошаркаш. Играо је на позицији плејмејкера, а тренутно ради као један од помоћника Френка Вогела у стручном штабу Лос Анђелес лејкерса.

## Каријера
Лукас је рођен у Вашингтону, као син познатијег Џона Лукаса II, играча са 14-годишњим НБА искуством. Играо је на универзитету Оклахома Стејт, са којим је изборио наступ на НЦАА Фајнал фору 2004. године. Своје прво НБА искуство остварио је у Хјустон рокетсиима, за које је у сезони 2005/06. одиграо само 14 утакмица са просеком од 2,3 коша и 0,9 асистенција по сусрету. Након отказа у Рокетсима придружио се екипи развојне лиге Тулса сикстисиксерс, где је постизао 16,6 кошева за 33,2 минута на паркету и био један од најбољих играча тима.
Крајем те сезоне добио је позив из италијанског Снајдеро Удина, где је у пет утакмица заменио повређеног Џерома Алена просечно постижући 13 кошева по сусрету. Своју другу НБА епизоду такође је имао у екипи Рокетса. Овај пута се дуже задржао у екипи, па је остварио и донекле запажен учинак. У преко 40 утакмица за Рокетсе је убацивао нешто више од три коша по утакмици за осам минута проведених на паркету.
Почетком сезоне 2007/08. одлази у Бенетон као замена за Родрига Де Ла Фуентеа, који је незадовољан минутажом одлучио напустити клуб. За Бенетон је одиграо седам утакмица у којима је за просечно 14,7 минута постизао 6,9 кошева уз 1,3 скока, 1,1 асистенцију, али и 1,4 изгубљене лопте по утакмици. Најбољу утакмицу одиграо је против Капо д'Орланда кад је за 18 минута постигао 17 поена. Након неколико месеци је отпуштен из клуба, и вратио се у САД. Почетком септембра 2008. имао је краћу епизоду у тиму НБА лиге, Оклахома Тундер, но није добио своју прилику, па је отпуштен у новембру. Сезону 2008/09. започео је у Колорадо фортинерсима, где је помогао клубу у освајању титуле шампиона НБА развојне лиге. 27. маја 2009, Лукас је потписао уговор до краја сезоне с шпанским прволигашем Каха Лаборалом. Сезону 2009/10. је провео у Кини играјући за Шангај Шарксе. 2010. године предсезону је провео са Чикаго Булсиима али је отпуштен 21. октобра, међутим Булси су га после месец дана опет потписали. У свом дебију за Булсе промашио је важна два слободна бацања у поразу од Нагетса 98-97, отпуштен је 4.јануара 2011. али је поново потписао са Булсима 20. марта 2011. Остао је у Булсима до краја сезоне 2011/12. која му је била и најбоља у краткој НБА каријери јер је на 49 утакмица постизао просечно 7,5 поена и 2,2 асистенције за 14,8 минута по мечу. 27. јула 2012. потписао је двогодишњи уговор са Торонто Репторсима.